# Copa de la Reina de hockey sobre patines 2011
La 6.ª edición de la Copa de la Reina se celebró en Gijón del 12 al 13 de febrero de 2011.
El campeón del torneo fue el CP Voltregà, que derrotó al Gijón HC en semifinales y al CE Arenys de Munt en la final. El conjunto catalán consiguió de esta forma su 4ª Copa de la Reina.

## Equipos participantes
Los tres primeros clasificados después de la primera vuelta de la OK Liga y el equipo anfitrión se clasificaron para el torneo. 
| Pos | Equipo            | J  | G  | E | P | G.F. | G.C. | Pts |
| --- | ----------------- | -- | -- | - | - | ---- | ---- | --- |
| 1   | CP Voltregà       | 12 | 10 | 1 | 1 | 53   | 20   | 31  |
| 2   | CP Vilanova       | 12 | 9  | 1 | 2 | 46   | 25   | 28  |
| 3   | CE Arenys de Munt | 12 | 8  | 2 | 2 | 43   | 23   | 26  |
| 5   | Gijón HC          | 12 | 8  | 1 | 3 | 31   | 18   | 25  |

## Resultados
|  | Semifinales       | Semifinales   |   |          | Final             | Final         |  |
|  | 12 de febrero     | 12 de febrero |   |          | 13 de febrero     | 13 de febrero |  |
|  |                   |               |   |          |                   |               |  |
|  |                   |               |   |          |                   |               |  |
|  | CE Arenys de Munt | 3             |   |          |                   |               |  |
|  | CP Vilanova       | 2             |   |          |                   |               |  |
|  |                   |               |   |          |                   |               |  |
|  |                   |               |   |          |                   |               |  |
|  |                   |               |   |          | CE Arenys de Munt | 3             |  |
|  |                   | CP Voltregà   | 4 |          |                   |               |  |
|  |                   |               |   |          |                   |               |  |
|  |                   |               |   |          |                   |               |  |
|  |                   |               |   |          | Tercer lugar      |               |  |
|  |                   |               |   |          |                   |               |  |
|  | Gijón HC          | 0             |   | Gijón HC | 1                 |               |  |
|  | CP Voltregà       | 7             |   |          | CP Vilanova       | 0             |  |